# Palmærpriset
Palmærpriset var ett svenskt kulturpris som uppkallades efter Henrik Bernhard Palmær och som delades ut av Östgöta Correspondenten 1983–2003.

## Pristagare
- 1983 – Otto Freudenthal, tonsättare och musiker
- 1984 – Kerstin Ekman, författare
- 1985 – Bo Sundberg, arkitekt
- 1986 – Georg Malvius, regissör
- 1987 – Carl-Henrik Svenstedt och Stefania Lopez Svenstedt, dokumentärfilmare
- 1988 – Gerda Antti, författare
- 1989 – Christer von Rosen, konstnär
- 1990 – Ulf Lundkvist, serietecknare och konstnär
- 1991 – Göran Sarring, regissör
- 1992 – Astrid Lande och Ingrid Maria Rappe, producent respektive grundare av Vadstena-Akademien
- 1993 – Bertil Almlöf, konstnär
- 1994 – Gunilla Pantzar, scenograf
- 1995 – Bruno K. Öijer, poet
- 1996 – Rolf Olson, fotograf
- 1997 – Göran Bergengren, författare
- 1998 – Mats Lidström, cellist
- 1999 – Margareth Sandström och Peter de Wit, silversmeder
- 2001 – Olle Bengtzon, samhällsbyggnadsdebattör och skribent
- 2003 – Stina Opitz, konstnär[2]